# Das Weihnachtswunder (2009)
Das Weihnachtswunder, Originaltitel Christmas Angel, ist ein US-amerikanischer Film aus dem Jahr 2009. Der Film basiert auf einer Geschichte von Brian Brough und Scott Champion. Das Drehbuch verfasste Champion dann mit Brittany Wiscombe.

## Handlung
Ashley Matthews wuchs in verschiedenen Waisenhäusern auf. Ihr ganzes Leben war sie auf sich allein gestellt und an Weihnachten wird ihr dies umso mehr bewusst. Dieses Jahr ist sie arbeitslos. Ihr Nachbar Nick bietet ihr einen Job als seine Assistentin an. Als solche muss sie Nick helfen, den Menschen heimlich Gutes zu tun. Allerdings will Nick, dass es ein Geheimnis bleibt.
Zufällig lernt sie Will, einen Journalisten, kennen. Da ein Artikel von ihm fehlerhaft war, arbeitet er als Faktenchecker. Nick ermuntert sie, sich mit ihm zu treffen. Schrittweise kommt er Nicks Geheimnis auf die Spur und will sie in der Weihnachtswoche veröffentlichen, um wieder als Reporter zu arbeiten.
Dann wird Nick in das Krankenhaus eingeliefert. Nick erzählt, dass er früher als Manager sein Geld verdient hat. Als seine Frau, die ihn wegen seiner Arbeit verlassen hat, stirbt, beschließt er sein Leben zu ändern. Er will mit seinem Geld Gutes tun. Allerdings stirbt er an seiner Krebserkrankung, die er bereits zweimal besiegt hatte. Er vererbt Ashley sein Vermögen, damit sie sein Lebenswerk weiterführt. Will veröffentlicht die Geschichte von Tom, der einem Ehepaar das Leben gerettet hat und dabei selbst starb.
Ein Jahr später sind Ashley und Will verheiratet. Mittlerweile hat Ashley dank Will einen Zugang zu Weihnachten gefunden. Sie führen das Lebenswerk von Nick weiter.

## Produktion
Das Diner, das im Film mehrmals auftaucht, steht in Pleasant Grove in Utah. Der Hintergrund wurde aber geändert und stellte im Film Chicago dar.
In den USA wurde der Film am 10. November 2009 auf DVD veröffentlicht. In Deutschland wurde er am 21. Dezember 2020 im Internet veröffentlicht.